# Salah Ben Youssef
Salah Ben Youssef (in arabo  صالح بن يوسف‎?, Ṣāliḥ ben Yūsuf); Midoun, 11 ottobre 1907 – Francoforte sul Meno, 12 agosto 1961) è stato un politico tunisino.
Fu uno dei principali capi del movimento indipendentista nazionale.

## Biografia
Avvocato, fu Segretario Generale del partito Neo-Dustur negli anni dell'esilio di Habib Bourguiba, di cui era considerato il delfino. Nell'agosto 1950 è nominato ministro della Giustizia nel governo di M'hamed Chenik. Incaricato nel marzo 1952 di portare all'ONU, riunita per quell'occasione a Parigi, una protesta tunisina contro l'occupazione francese, scampò di poco all'arresto e alla deportazione. Per tre anni visse quindi in esilio.

### Lo scontro con Bourguiba
Rientrato in Tunisia il 1º giugno del 1955, entrò in aspra polemica con Bourguiba, da lui accusato di avere una posizione troppo morbida nei negoziati con la Francia e nei confronti della guerra d'Algeria. Per questo motivo organizzò una serie di manifestazioni in tutta la Tunisia. I partigiani di Bourguiba e quelli di Ben Youssef, i "bourguibisti" e gli "youssefisti", si confrontano, talvolta assai duramente, nel Paese.
Riunito sotto la presidenza di Bourguiba, l'Ufficio Politico del Neo-Dustur decide di svolgere il suo congresso e di chiedere la destituzione di Ben Youssef e la sua espulsione dal partito. Decaduto dalle sue cariche e cacciato dal Neo-Dustur, in base alle decisioni assunte dal Congresso del partito (15-19 novembre), Ben Youssef continua a svolgere la sua intensa campagna politica nel Sud tunisino di cui era originario, organizzando a fine novembre un certo numero di riunioni che provocano scontri con i partigiani di Bourguiba.
Condannato alla pena di morte, nel gennaio del 1957 e nel novembre del 1958, Ben Youssef riuscì nondimeno a riparare all'estero, prima in Libia poi in Egitto. Trasferitosi in Germania per curarsi un eczema alla gamba, viene ucciso a Francoforte da due sicari di Bourguiba. Sua moglie, Ṣūfiya Zuhayr, che scoprì il corpo del marito tre ore dopo che questi era stato colpito da persone spacciatesi per oppositori di Bourguiba, fece ritorno in Tunisia solo dopo la deposizione di Bourguiba da parte di Zine El-Abidine Ben Ali (1987).